# أليكس أرياس
أليكس أرياس (بالإنجليزية: Alex Arias) هو لاعب كرة قاعدة أمريكي، ولد في 20 نوفمبر 1967 في نيويورك في الولايات المتحدة.

## وصلات خارجية
- أليكس أرياس على موقع دوري كرة القاعدة الرئيسي (الإنجليزية)
- أليكس أرياس على موقعبيزبول رفرنس.كوم (الدوري الرئيسي) (الإنجليزية)
- أليكس أرياس على موقعبيزبول رفرنس.كوم (الدوري الثانوي) (الإنجليزية)
- أليكس أرياس على موقع إي إس بي إن.كوم (أم.أل.بي) (الإنجليزية)
- أليكس أرياس على موقع مشجعي الرسوم البيانية (الإنجليزية)